# Gökhan Erdoğan
Gökhan Erdoğan (* 4. April 1991 in Beypazarı, Ankara) ist ein türkischer Fußballspieler, der für MKE Ankaragücü spielt.

## Karriere

### Vereinskarriere
Gökhan Erdoğan begann mit dem Vereinsfußball in der Jugend Beypazarı Belediyesi Gençlik SK und wechselte 2006 in die Jugend von MKE Ankaragücü. Im Sommer 2011 überschrieb er einen Profi-Vertrag und wurde Teil des Prof-Kaders. Neben wenigen Spielen für die Reservemannschaft machte er in seiner ersten Saison 17 Ligapartien für das Profi-Team.